# Zentralfriedhof Annabichl

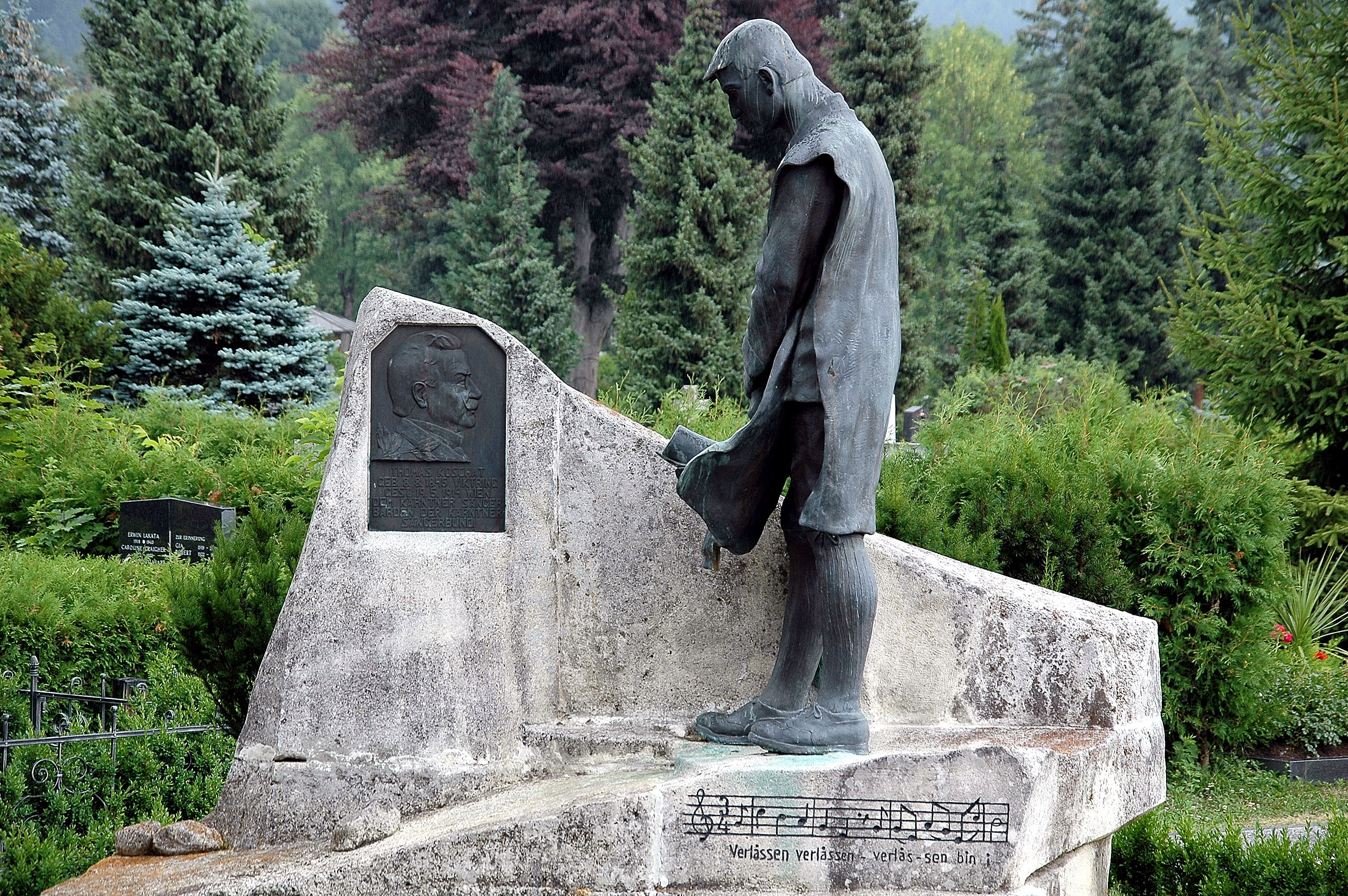
Grab des Komponisten Thomas Koschat

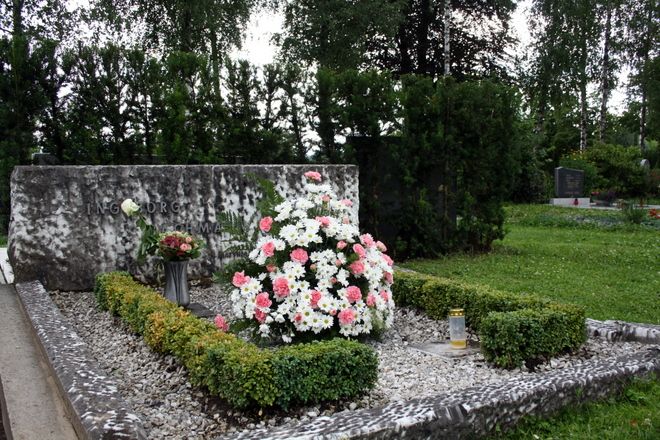
Grabstätte von Ingeborg Bachmann

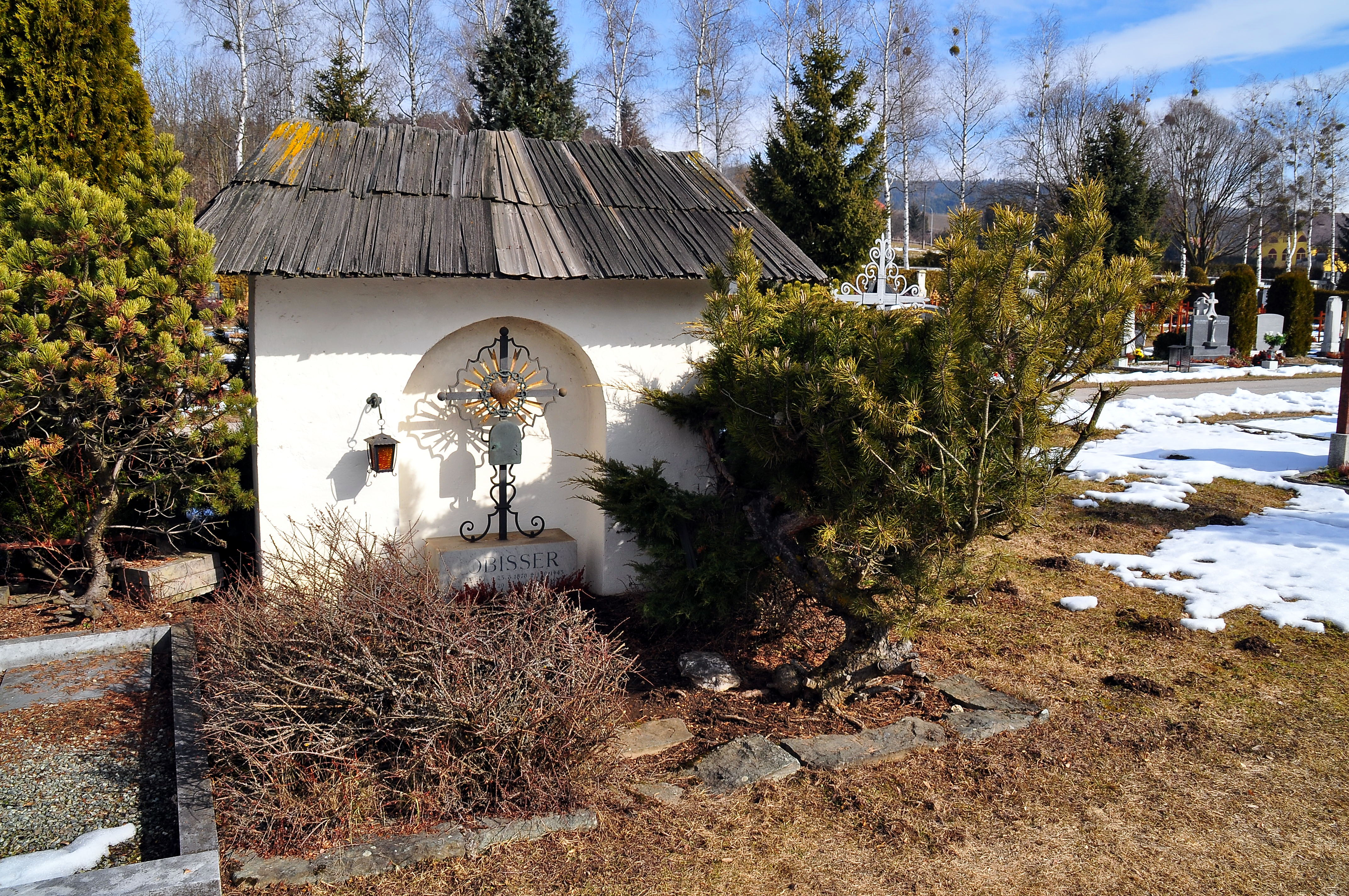
Grab des Malers und Holzschneiders Switbert Lobisser

Der Zentralfriedhof Annabichl ist der größte Friedhof der Stadtgemeinde Klagenfurt am Wörthersee und befindet sich im Nordteil der Landeshauptstadt, am südwestlichen Fuß des Maria Saaler Berges, unweit vom Flughafen Klagenfurt. Mit einer Größe von 20 ha ist er auch der größte Friedhof Kärntens. Auf dem Friedhof befinden sich mehr als 50.000 Gräber.

## Geschichte
Vorher wurden die Verstorbenen am Friedhof St. Ruprecht bestattet. Die ersten Begräbnisse fanden bereits im Jahr 1901 statt.
Im Jahr 1906 wurde der Friedhof vom Bischof Joseph Kahn geweiht.

## Verkehrsanbindung
Erreichbar ist die letzte Ruhestätte vieler Klagenfurter Bürger einerseits mit öffentlichen Verkehrsmitteln: einer Station der Österreichischen Bundesbahnen ebenso wie eine Haltestelle an der Umkehrschleife der städtischen Buslinien sind in unmittelbarer Nähe des Haupteingangs vorhanden.
Im 20. Jahrhundert führte eine Straßenbahnlinie vom Klagenfurter Hauptbahnhof über die Innenstadt hierher. Im Jahr 1963 wurde diese eingestellt.

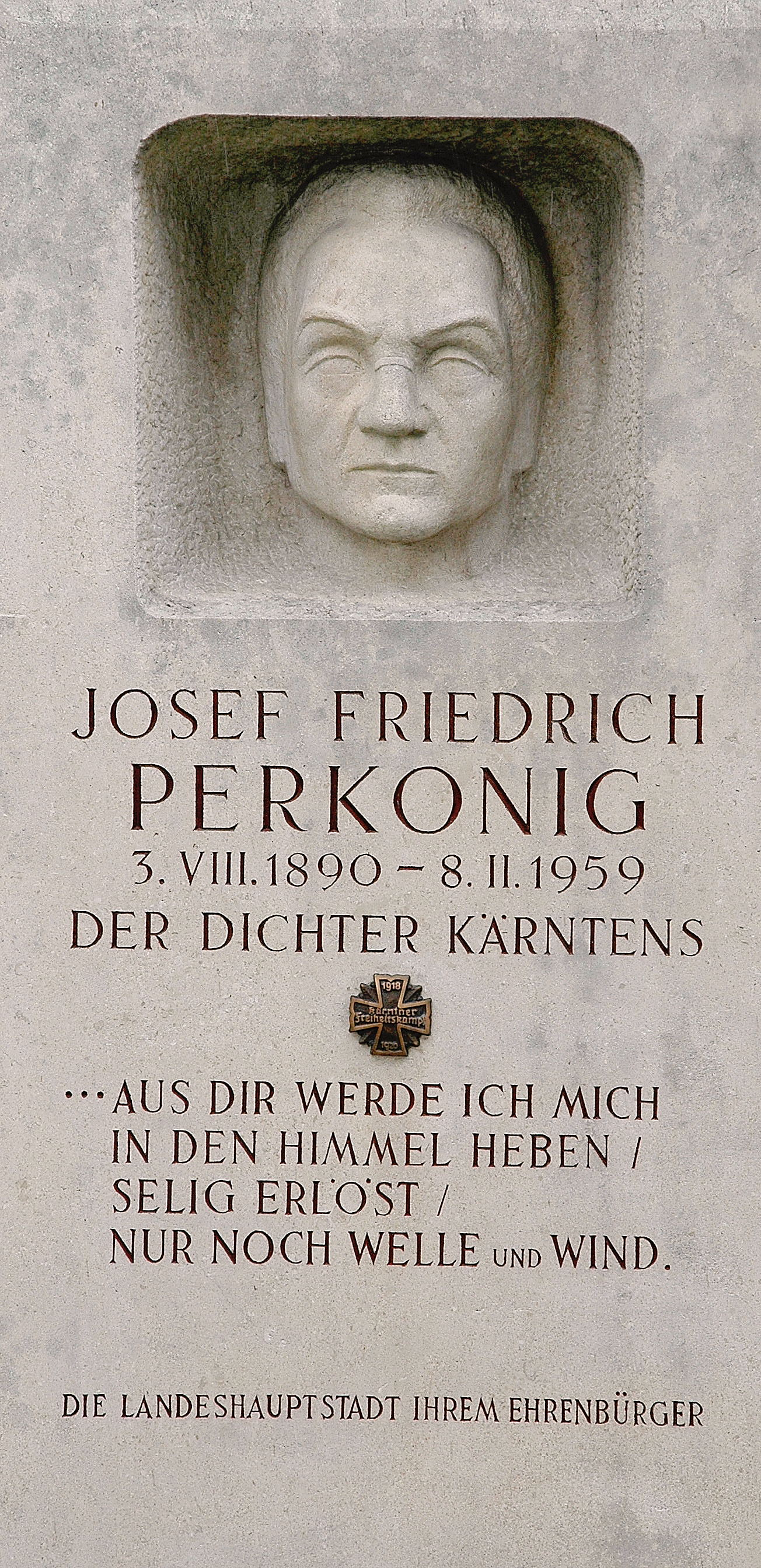
Grab des Dichters Josef Friedrich Perkonig

## Bekannte hier beerdigte Persönlichkeiten
- Hans Ausserwinkler (1919–1989), Bürgermeister der Stadt Klagenfurt
- Ingeborg Bachmann (1926–1973), österreichische Schriftstellerin
- Georg Bucher (1905–1972), österreichischer Schauspieler
- Wilhelm von Dietrich (1855–1913), österreichischer Kaufmann und Spediteur und Politiker
- Josef Wolfgang Dobernig (1862–1918), österreichischer Politiker und Journalist
- Josef Eckert (1854–1909), deutscher Wiesentechniker
- Johann Thaurer von Gallenstein (1779–1840), österreichischer Jurist und Schriftsteller
- Josef Grabner (1897–1991), österreichischer Maler
- Florian Gröger (1871–1927), österreichischer Politiker und Landeshauptmann von Kärnten
- Ferdinand Heinrich Wilhelm von Helldorff (1868–1921), Herrschafts- und Werksbesitzer, Gründer des Klagenfurter Kunstvereins
- Karl von Hillinger (1828–1906), österreichischer Kammerpräsident und Politiker
- Alois Hönlinger (1855–1920), österreichischer Gutsbesitzer und Politiker
- August Jaksch von Wartenhorst (1859–1932), österreichischer Historiker
- Ferdinand Jergitsch (1836–1900), Gründer der ersten Feuerwehr in Kärnten
- Karoline Käfer (1954–2023), österreichische Leichtathletin
- Thomas Klimann (1876–1942), österreichischer Soldat und Politiker
- Thomas Koschat (1845–1914), österreichischer Komponist und Chorleiter
- Emmerich Kristler (1889–1919), österreichischer Leutnant
- Switbert Lobisser (1878–1943), österreichischer Benediktinermönch, Maler und Holzschneider
- Gustav von Metnitz (1862–1915), Bürgermeister der Stadt Klagenfurt
- Günther Mittergradnegger (1923–1992), österreichischer Chorleiter und Komponist
- Arnold Ploder (1955–2021), österreichischer Schriftsteller
- Annemarie Pawlik (1938–2019), österreichische Politikerin
- Hans Pawlik (1914–2012), österreichischer Politiker
- Josef Friedrich Perkonig (1890–1959), österreichischer Erzähler, Dramatiker und Autor
- Franz Pichler-Mandorf (1885–1972), österreichischer Politiker und Bürgermeister der Stadt Klagenfurt
- Friedrich Rainer (1903–1947), NSDAP-Gauleiter und Reichsstatthalter von Salzburg und Kärnten
- Arnold Riese (1871–1912), österreichischer Politiker
- Othmar Rudan (1900–1985), österreichischer Autor
- Herbert Strutz (1902–1973), österreichischer Schriftsteller
- Vinzenz Schumy (1878–1962), österreichischer Politiker und Landeshauptmann von Kärnten
- Peter Suppan (1844–1902), österreichischer Volksliedsänger und Komponist
- Michael Tangl (1861–1921), österreichischer Historiker
- Ferdinand Wedenig (1896–1975), österreichischer Politiker und Landeshauptmann von Kärnten
- Julius Yllam (1885–1942), österreichischer Oberst

Die sterblichen Überreste des ursprünglich am Friedhof Annabichl beigesetzten k.u.k. Generals  Oskar Potiorek (1853–1933) wurden 1966 auf den Friedhof der Theresianischen Militärakademie in Wiener Neustadt überführt.